# Karin Albou
Pour les articles homonymes, voir Albou.
 (avril 2017).
Si vous disposez d'ouvrages ou d'articles de référence ou si vous connaissez des sites web de qualité traitant du thème abordé ici, merci de compléter l'article en donnant les références utiles à sa vérifiabilité et en les liant à la section « Notes et références ».
 (avril 2017).
Karin Albou, née le 12 mars 1968 à Neuilly-sur-Seine, (Hauts-de-Seine), est une actrice, réalisatrice, scénariste et écrivaine française.

## Biographie

### Jeunesse
Née le 12 mars 1968 à Neuilly-sur-Seine d’une mère qui n'a que 16 ans, elle est élevée dans le judaïsme par des parents qui viennent d’Algérie. En 1999, elle s’installe en Tunisie où elle reste un an puis elle retourne à Paris et entame une carrière de cinéaste. Parallèlement elle commence une carrière d'écrivain et publie en 2010 son premier roman, La Grande Fête, aux éditions Jacqueline Chambon ; l’ouvrage sera traduit en italien : La grande festa aux Oedipus edizioni, avec une traduction de Maria Teresa Fiore
Dès son enfance, elle cherche toujours les moyens de devenir artiste et participant à des groupes de danse et de chant. Après le lycée, elle étudie toujours la danse, mais également l'hébreu, les littératures française et arabe, l'anglais, le théâtre et elle s’inscrit finalement à l'école de cinéma à Paris. Elle étudie l'écriture des scénarios mais, en suivant des cours à l'École Supérieure de Réalisation Audiovisuelle, elle découvre qu'elle veut être réalisatrice. En possession de son diplôme, elle commence sa carrière avec Hush !, son premier court métrage, qui signe le début d’un remarquable parcours.

### Cinéma
Karin Albou réalise son premier court métrage Chut ... qui reçoit le prix du premier film de Ciné-cinéma puis un documentaire, Mon pays m'a quitté diffusé sur Planète câble. Dans son second moyen-métrage Aïd el Kébir, elle évoque l'Algérie, le pays d'origine de sa famille paternelle. Le film est couronné par le Grand prix du Festival international du court-métrage de Clermont-Ferrand et le Lutin de meilleur film. Il a été projeté dans plusieurs festivals et a fait le tour du monde.
Son premier long métrage, La Petite Jérusalem, sort sur les écrans le 14 décembre 2005. Sélectionné à la Semaine internationale de la critique du Festival de Cannes 2005, le film y obtient le Prix SACD ; il est nommé aux Césars dans les catégories meilleur premier film et meilleur espoir féminin. Il est sorti aux États-Unis, au Brésil, au Canada, en Belgique et a été diffusé sur plusieurs chaînes françaises et internationales. Le Chant des mariées son second long métrage est sorti en France en décembre 2008 et aux États-Unis en 2009. Il a fait le tour du monde et a gagné de nombreux prix dans des festivals internationaux et français.

## Filmographie

### Réalisation

#### Documentaires
- 1994 : Mon pays m'a quitté
- 2014 : Automne tunisien

#### Courts métrages
- 1992 : Chut
- 1998 : Aïd el Kébir
- 2011 : Yasmine et la révolution
- 2009 : Corps de dame

#### Longs métrages
- 2005 : La Petite Jérusalem
- 2008 : Le Chant des mariées

### Actrice
- 2008 : Le Chant des mariées, rôle de Tita
- 2009 : Corps de dame, rôle du médecin
- 2009 : Gei Oni, de Dan Wollman, rôle de la femme française
- 2014 : Ma plus courte histoire d'amour, rôle de Louisa
- 2014 : Jamais ensemble, de Nadja Harek, rôle de Zahia

## Publication
- La Grande Fête (roman), éditions Jacqueline Chambon, 2010  (ISBN 2742792953)[3]

## Distinctions
- Prix SGDL du premier roman.
- Prix Beur FM du premier roman.
- Prix Rottary Club Cosnes Sancerre.
- 2005 : Grand Prix de la meilleure musique originale au Festival international du film d'Aubagne - Music & Cinema pour La Petite Jérusalem.